# THE 推理
『THE 推理』（ザ・すいり）は、ディースリー・パブリッシャーより2001年4月26日に発売された「SIMPLE1500シリーズ」第59作目のゲームソフト。開発はトムキャットシステムが担当。以後シリーズ化され、2011年3月現在までに6作がソフトとして発売、1作が携帯電話のアプリで配信されている。

## 概要
プレーヤーは主人公である探偵となり、各話の事件や謎を解いていくアドベンチャーゲーム。1作品につき5〜20話で構成されている（話数は再録分は除外）。プレイ時間は1話につき5分〜15分。システムは画面上をクリックしてヒントを集め、推理していくオーソドックスなもの。2作目以降はキャラクターに音声が付くようになった。設定を共有したゲーム（『THE 裁判 〜新米司法官 桃田司の10の裁判ファイル〜』、『THE 鑑識官』、『THE 爆弾処理班』）も発売されている。
過去に多く発売された他の推理系アドベンチャーゲームの傾向と異なり、一話ごとのボリュームを適度に抑えつつ、ゲームの基本となる部分は造り込まれている。

## 作品一覧
SIMPLE1500シリーズ Vol.59 THE 推理 〜IT探偵：18の事件簿〜
2001年4月26日発売。PlayStation用ソフト。2010年5月26日からゲームアーカイブスにて配信開始。
SIMPLE2000シリーズ Vol.17 THE 推理 〜新たなる20の事件簿〜
2002年12月26日発売。PlayStation 2用ソフト。
SIMPLE2000シリーズ Vol.67 THE 推理 〜そして誰もいなくなった〜
2004年11月11日発売。PlayStation 2用ソフト。
新作20話と第1作の再録。再録分は音声はなし。
SIMPLE2500シリーズ Vol.3 THE どこでも推理 〜IT探偵：全68の事件簿〜
2006年4月27日発売。PlayStation Portable用ソフト。2010年7月22日からPSストアにて配信。
これまでの全話を再録し、新作10話を追加。再録を含めた全話に音声が付加されている。メッセージスキップ機能付。
THE 推理モバイル〜IT探偵：知られざる5つの事件簿〜
2007年6月20日配信開始。携帯電話用アプリソフト。
新作5話を収録。
SIMPLE DSシリーズ Vol.47 THE 推理～新章2009〜
2009年3月5日発売。ニンテンドーDS用ソフト。
新作20話を収録。

### ゲスト出演作品
SIMPLE2000シリーズ Vol.91 THE ALL★STAR格闘祭
2005年12月15日発売。PlayStation 2用ソフト。
デジタルゼロ開発の対戦型格闘ゲーム。SIMPLEシリーズのキャラクター達が戦うクロスオーバー作品であり、本作から「ジニー&賢作」がプレイヤーキャラクターとして出演している。
SIMPLE DSシリーズ Vol.27 THE 密室からの脱出 〜THE推理番外編〜
2007年11月29日発売。ニンテンドーDS用ソフト。
インテンス開発の脱出ゲーム。ボスが出演しているが、次作より独立したシリーズになっている。後年に発売されたリメイク版ではボスは登場しない。
その他、関連項目の節も参照。

## ストーリー
5年後か10年後か、少しだけ未来の日本では、擬似人格インターフェイス（以下擬人）という、一種の会話専用人工知能が社会に広まりつつあったが、それと同時に、引きこもり・人間雇用の減少・人間になりすます詐欺などの社会問題も生んでいた。
主人公は擬人スタッフと共に、近所の揉め事の仲裁から殺人事件の捜査まで、インターネット社会の様々な事件に挑んでいく。

## 登場人物
ボス
主人公。本名不明。叔父の探偵事務所を引き継ぐ。基本的な捜査パターンは、事務所内のパソコンから得られる情報を頼りに推理を進め解決に至るもので、事件現場に行ったり、関係者に直接会って聞き込みをしたりすることはほとんどない。いわゆる安楽椅子探偵。ゲームの進行役で、音声や本名の設定が省かれている。趣味は競馬と将棋、古典推理小説鑑賞など。彼と賢作は『THE 裁判』にもゲスト出演している。
ジニー
声：平松晶子
擬人秘書。しっかり者で、ややきつい性格。実は法律で禁止されているブレインコピー（人間の脳を複写した擬人）で、ブレインコピー特有の難病を抱えている。ふてくされると簡素な顔文字になる。怪談を怖がりつつも、楽しみにする一面がある。
賢作
声：川上とも子
ネットペット（猫）型検索ソフトだが、実は元野良（ウィルス）。ジニーと同じく擬人。勝手に事務所に住み着いてはいるが、高い検索機能や画像解析機能を持ち、事件解決には欠かせない有能な人材でもある。気まぐれで負けず嫌いな性格をしており、元がウィルスなのでやや倫理観に欠ける。語尾に「-にゃ」とつくのが特徴。
お嬢
声：松岡由貴
2以降に登場するキャラクター。中田中外務大臣（声 - 片桐真依）の娘。裏表がなく、親しみやすい性格をしているが、大雑把な中学二年生。ある事件を機に探偵事務所の面々と知り合ったことから事務所に遊びに来るようになる。
隅野
声：2＝岡野浩介、3＝白熊寛嗣
主人公の知人であり、大手探偵会社の男性社員。大手企業として扱うには割のあわない仕事等を主人公にたびたび回してくる。B級グルメファン。
江波警視
声：2＝斎賀みつき、3＝大田詩織
フルネームは「江波徹子」。時々、やっかいな事件を依頼してくる主人公の知人。ドライで冷徹だが、有能な女性。主人公の弱みに付け込んで無理やり仕事を引き受けさせようとすることも。ゲーム途中で警視正に昇格した。
『THE 鑑識官』の主人公・江波識子は彼女の姪であり、彼女自身も同作のメインキャラクターの一人として出演している。